# Jerry Rawlings
Jerry Rawlings, tên thật là Jeremiah John Rawlings, (sinh ngày 22 tháng 6 năm 1947 tại Accra (Ghana - mất ngày 12 tháng 11 năm 2020) có phụ thân là người Scotland và mẫu thân là người Ghana, là một nhà chính trị và là nguyên Đại thống lĩnh nước Cộng hòa Ghana (1981-2001).
Ông lãnh đạo hội đồng quân sự cho đến năm 1992, và sau đó phục vụ hai nhiệm kỳ với tư cách là người được bầu cử dân chủ tổng thống của Ghana.
Rawlings lên nắm quyền ở Ghana khi còn là đại úy không quân của Không quân Ghana sau một vụ đảo chính vào năm 1979. Trước đó, ông đã chỉ huy một cuộc đảo chính bất thành chống lại chính phủ quân sự cầm quyền vào ngày 15 tháng 5 năm 1979, chỉ năm tuần trước khi các cuộc bầu cử dân chủ dự kiến diễn ra. Sau khi bàn giao quyền lực cho một chính phủ dân sự, ông trở lại quyền kiểm soát đất nước vào ngày 31 tháng 12 năm 1981 với tư cách là chủ tịch Hội đồng Quốc phòng Lâm thời. Năm 1992, Rawlings ra khỏi quân ngũ, thành lập Đại hội Dân chủ Quốc dân, và trở thành Tổng thống đầu tiên của đệ tứ cộng hòa. Ông tái đắc cử vào năm 1996 trong bốn năm nữa. Sau hai nhiệm kỳ tại vị, bị giới hạn theo Hiến pháp Ghana, Rawlings tán thành phó tổng thống của mình John Atta Mills làm ứng cử viên tổng thống vào năm 2000. Rawlings từng là Liên minh châu Phi phái viên tại Somalia.